# Квиддештрассе (станция метро)
«Квиддештрассе» (нем. Quiddestraße) — станция Мюнхенского метрополитена, расположенная на линии  между станциями «Михаэлибад» и «Нойперлах Центрум». Станция находится в районе Рамерсдорф-Перлах (нем. Ramersdorf-Perlach).

## История
Открыта 18 октября 1980 года в составе участка «Шайдплац» — «Нойперлах Зюд». Станция названа, как и улица над ней, в честь историка и политика Людвига Квидде (нем. Ludwig Quidde), который в 1927 году получил Нобелевскую премию мира. С момента открытия и до 29 мая 1999 года, станция обслуживалась линией U8, которая в 1988 году была переименована в . С 27 октября 1988 года станция обслуживается линией .

## Архитектура и оформление
Двухпролётная колонная станция мелкого заложения. Стены станции облицованы округленными жёлтыми цементо-волокнистыми плитами. Колонны отделаны коричневым кафелем. Имеет два выхода по обоим концам платформы. Южный выход ведёт в подземный вестибюль, северный — непосредственно на поверхность. Примерно на высоте человеческого роста по всей путевой стене проходит красная полоса. В северной части платформы расположен лифт, который идёт непосредственно на улицу.

## Таблица времени прохождения первого и последнего поезда через станцию
|                                       | Воскресенье — Четверг (ч:мм) | Пятница — Суббота (ч:мм) |
|                                       | первый                       |                          |
| последний                             |                              |                          |
| В сторону станции «Михаэлибад»        | 4:16                         | 4:16                     |
| В сторону станции «Михаэлибад»        | 0:58                         | 1:58                     |
| В сторону станции «Нойперлах Центрум» | 4:50                         | 4:50                     |
| В сторону станции «Нойперлах Центрум» | 1:33                         | 2:33                     |

## Пересадки
Проходят автобусы следующих линий: 139, 192, 197, 199 и ночной N45.
| Предыдущая станция | Расстояние | Линия | Расстояние | Следующая станция |
| ------------------ | ---------- | ----- | ---------- | ----------------- |
| Михаэлибад         | 1708 м     |       | 778 м      | Нойперлах Центрум |